# Selección de fútbol de Cabo Verde
La selección de fútbol de Cabo Verde es el equipo representativo del país en las competiciones oficiales. Su organización está a cargo de la Federación caboverdiana de fútbol, perteneciente a la CAF y a la FIFA. La selección caboverdiana de fútbol surge tras la independencia del país insular africano de Portugal. 
Después de períodos de desarrollo de esta selección relativamente joven han logrado en la actualidad reunir un equipo competitivo formado por jugadores que hoy juegan en las principales ligas europeas, ganando cada vez un mayor reconocimiento continental y mundial. 
A pesar de las dificultades con las que el país cuenta para reclutar atletas y competir al primer nivel internacional por causa de la migración, en los últimos años las estrategias llevadas a cabo por parte de la Federación Nacional de reclutar y captar jóvenes de las comunidades emigradas de Cabo Verde que han nacido en su territorio nacional o con origen caboverdiano han dado sus resultados y hoy destacan excelentes atletas como son los casos del extremo derecho de 28 años Ryan Mendes, que juega en el Kayserispor de la Superliga de Turquía, también destacan Héldon, Zé Luís, Fernando Varela, Djaniny Tavares o Garry Mendes Rodrigues, que juegan en las primeras divisiones de Portugal, Grecia, México y Turquía
Esta selección hizo historia al clasificar a la Copa Africana de Naciones 2013, al derrotar en las rondas clasificatorias a Madagascar y Camerún con resultados globales de 7-1 y 3-2 respectivamente. En esta edición llegó hasta cuartos de final donde fue eliminada por la selección de Ghana.
Para la Copa Mundial de Fútbol de 2014, Cabo Verde logró llegar al repechaje luego de quedar primero en su grupo, se iba a enfrentar a Camerún, a quien había derrotado en 2013. Sin embargo, una discutida sanción de la FIFA por alinear a un jugador suspendido en su último partido, lo descalifico cuando ya se había realizado el sorteo. Túnez fue su reemplazante y también quedó eliminado. Este hecho dejó perplejos a todos los caboverdianos que aspiraban a su primer mundial.
Por segunda vez clasifica para la Copa Africana de Naciones 2015, a falta de dos jornadas de la fase de grupos, en el recién estrenado Estadio Nacional de Cabo Verde, al vencer a la Mozambique, con un gol de Héldon que iguala a Caló como máximo anotador de la selección. A pesar de no haber perdido ningún partido en la competición no pasó de la fase de grupos finalizando tercero de grupo.

## Uniformes

### Titular
| 2024 |

### Alternativo
|  | 2024 |

### Tercero
|  | 2024 |

## Últimos partidos y próximos encuentros
Actualizado al último partido jugado el 8 de mayo de 2025
| Fecha      | Ciudad       | Local      | Resultado | Visitante         | Competición                      |
| ---------- | ------------ | ---------- | --------- | ----------------- | -------------------------------- |
| 21-03-2024 | Yeda         | Cabo Verde | 1:0       | Guyana            | FIFA Series 2024                 |
| 25-03-2024 | Yeda         | Cabo Verde | 1:0       | Guinea Ecuatorial | FIFA Series 2024                 |
| 08-06-2024 | Yaundé       | Camerún    | 4:1       | Cabo Verde        | Clasificación Copa Mundial 2026  |
| 11-06-2024 | Praia        | Cabo Verde | 1:0       | Libia             | Clasificación Copa Mundial 2026  |
| 06-09-2024 | El Cairo     | Egipto     | 3:0       | Cabo Verde        | Clasificación Copa Africana 2025 |
| 10-09-2024 | Praia        | Cabo Verde | 2:0       | Mauritania        | Clasificación Copa Africana 2025 |
| 10-10-2024 | Praia        | Cabo Verde | 0:1       | Botsuana          | Clasificación Copa Africana 2025 |
| 15-10-2024 | Francistown  | Botsuana   | 1:0       | Cabo Verde        | Clasificación Copa Africana 2025 |
| 15-11-2024 | Praia        | Cabo Verde | 1:1       | Egipto            | Clasificación Copa Africana 2025 |
| 19-11-2024 | Nuakchot     | Mauritania | 1:0       | Cabo Verde        | Clasificación Copa Africana 2025 |
| 20-03-2025 | Praia        | Cabo Verde | 1:0       | Mauricio          | Clasificación Copa Mundial 2026  |
| 25-03-2025 | Luanda       | Angola     | 1:2       | Cabo Verde        | Clasificación Copa Mundial 2026  |
| 29-05-2025 | Kuala Lumpur | Malasia    | 1:1       | Cabo Verde        | Partido amistoso                 |
| 03-06-2025 | Kuala Lumpur | Malasia    | 0:3       | Cabo Verde        | Partido amistoso                 |
| 08-06-2025 | Kutaisi      | Georgia    | 1:1       | Cabo Verde        | Partido amistoso                 |

## Jugadores

### Selección actual
Los siguientes jugadores fueron convocados para los partidos amistosos ante  Malasia (dos juegos) y  Georgia celebrados los días 29 de mayo, 3 y 8 de junio de 2025.
| No. | Pos. | Jugador              | Fecha de nacimiento (edad)         | Apa. | Goles | Club               |
| --- | ---- | -------------------- | ---------------------------------- | ---- | ----- | ------------------ |
| 1   | POR  | Vozinha              | 3 de junio de 1986 (39 años)       | 79   | 0     | Chaves             |
| 12  | POR  | Márcio Rosa          | 23 de febrero de 1997 (28 años)    | 8    | 0     | Hebar Pazardzhik   |
|     | POR  | Henrique Tavares     | 29 de julio de 2002 (22 años)      | 0    | 0     | Rousset            |
|     |      |                      |                                    |      |       |                    |
| 2   | DEF  | Wagner Pina          | 3 de noviembre de 2002 (22 años)   | 9    | 0     | Estoril            |
| 3   | DEF  | Diney                | 17 de enero de 1995 (30 años)      | 22   | 1     | Al Bataeh          |
| 4   | DEF  | Bruno Almeida        | 2 de julio de 2000 (25 años)       | 1    | 0     | Atlético CP        |
| 5   | DEF  | Kristopher Da Graca  | 16 de enero de 1998 (27 años)      | 2    | 0     | Schaffhausen       |
| 8   | DEF  | João Paulo Fernandes | 26 de mayo de 1998 (27 años)       | 32   | 1     | Sheriff Tiraspol   |
| 15  | DEF  | David Moreira        | 18 de abril de 2004 (21 años)      | 1    | 0     | Sporting U23       |
| 16  | DEF  | Sidny Lopes Cabral   | 18 de enero de 2003 (22 años)      | 3    | 1     | Viktoria Colonia   |
| 25  | DEF  | Jójó                 | 19 de mayo de 2001 (24 años)       | 4    | 0     | Vizela             |
|     | DEF  | Logan Costa          | 1 de abril de 2001 (24 años)       | 26   | 0     | Villarreal         |
|     | DEF  | Steven Moreira       | 13 de agosto de 1994 (30 años)     | 13   | 0     | Columbus Crew      |
|     | DEF  | Yuran Fernandes      | 19 de octubre de 1994 (30 años)    | 1    | 0     | PSM Makassar       |
|     | DEF  | Rivaldo Morais       | 18 de septiembre de 2000 (24 años) | 0    | 0     | Farense            |
|     | DEF  | Ricardo Santos       | 18 de junio de 1995 (30 años)      | 0    | 0     | Bolton Wanderers   |
|     |      |                      |                                    |      |       |                    |
| 10  | MED  | Jamiro Monteiro      | 23 de noviembre de 1993 (31 años)  | 47   | 5     | PEC Zwolle         |
| 13  | MED  | Aílson Tavares       | 20 de julio de 1998 (27 años)      | 2    | 0     | Felgueiras         |
| 14  | MED  | Deroy Duarte         | 4 de julio de 1999 (26 años)       | 25   | 0     | Ludogorets Razgrad |
| 17  | MED  | Fabrício Garcia      | 4 de mayo de 2001 (24 años)        | 6    | 0     | Estoril            |
|     | MED  | Kevin Pina           | 27 de enero de 1997 (28 años)      | 22   | 2     | Krasnodar          |
|     | MED  | Laros Duarte         | 28 de febrero de 1997 (28 años)    | 5    | 0     | Puskás Akadémia    |
|     | MED  | Yannick Semedo       | 29 de diciembre de 1995 (29 años)  | 4    | 1     | Vizela             |
|     | MED  | Stéphane Cueni       | 14 de marzo de 2001 (24 años)      | 1    | 0     | Winterthur         |
|     | MED  | Elson Mendes         | 18 de diciembre de 2005 (19 años)  | 1    | 0     | Sochaux            |
|     | MED  | Jordan Semedo        | 15 de enero de 2003 (22 años)      | 1    | 0     | Slavia Sofía       |
|     | MED  | Ilano Timas          | 29 de septiembre de 2002 (22 años) | 1    | 0     | MVV Maastricht     |
|     | MED  | David Costa          | 12 de enero de 2004 (21 años)      | 0    | 0     | Torreense          |
|     | MED  | Sidnei Tavares       | 29 de septiembre de 2001 (23 años) | 0    | 0     | Moreirense         |
|     |      |                      |                                    |      |       |                    |
| 7   | DEL  | Jovane Cabral        | 14 de septiembre de 1998 (26 años) | 21   | 1     | Estrela da Amadora |
| 9   | DEL  | Dailon Livramento    | 4 de mayo de 2001 (24 años)        | 13   | 4     | Hellas Verona      |
| 11  | DEL  | Garry Rodrigues      | 27 de noviembre de 1990 (34 años)  | 52   | 8     | Sivasspor          |
| 18  | DEL  | Willy Semedo         | 27 de abril de 1994 (31 años)      | 29   | 0     | Omonia Nicosia     |
| 20  | DEL  | Ryan Mendes          | 8 de enero de 1990 (35 años)       | 84   | 22    | Kocaelispor        |
| 22  | DEL  | Heriberto Tavares    | 19 de febrero de 1997 (28 años)    | 2    | 1     | Maccabi Netanya    |
|     | DEL  | Gilson Tavares       | 29 de diciembre de 1991 (33 años)  | 21   | 5     | Akron Tolyatti     |
|     | DEL  | Duk                  | 16 de febrero de 2000 (25 años)    | 6    | 0     | Leganés            |
|     | DEL  | Bryan Teixeira       | 1 de septiembre de 2000 (24 años)  | 6    | 1     | Magdeburgo         |
|     | DEL  | Alvin Fortes         | 25 de abril de 1994 (31 años)      | 2    | 0     | Selangor           |
|     | DEL  | Ruben Pina           | 20 de enero de 2000 (25 años)      | 1    | 0     | Chaves             |

## Entrenadores
- Aleksandr Pleshakov[4]
- Betinho[5]
- Lalela y Petchas[5]
- Armandinho[5]
- Alberto Gomes[5]
- Toca y Djidjé (1978)[6][7]
- Tchida (1978)[8][9][10]
- Dú Fialho (1980–1983)[11][12]
- Eduíno Lima (1985)[13]
- Óscar Duarte (2003)[14][15][16]
- Alexandre Alhinho (2003)[15][16]
- Carlos Alhinho (2003–2006)[17]
- Zé Rui (2006)[18][19]
- Ricardo da Rocha (2007)[19][20]
- João de Deus (2008–2010)[21]
- Lúcio Antunes (2010–2013)[22][23]
- Beto (interino) (2014)
- Rui Águas (2014–2015)[24]
- Beto (2016)[25]
- Lúcio Antunes (2016–2017)[26]
- Rui Águas (2018–2019)[27][28]
- Bubista (2020–presente)[2]

## Estadísticas

### Copa Mundial de Fútbol
| Copa Mundial de Fútbol | Copa Mundial de Fútbol  | Copa Mundial de Fútbol  | Copa Mundial de Fútbol  | Copa Mundial de Fútbol  | Copa Mundial de Fútbol  | Copa Mundial de Fútbol  | Copa Mundial de Fútbol  |
| Año                    | Ronda                   | J                       | G                       | E                       | P                       | GF                      | GC                      |
| ---------------------- | ----------------------- | ----------------------- | ----------------------- | ----------------------- | ----------------------- | ----------------------- | ----------------------- |
| 1930 - 1974            | No existía la selección | No existía la selección | No existía la selección | No existía la selección | No existía la selección | No existía la selección | No existía la selección |
| 1978 - 1998            | No participó            | No participó            | No participó            | No participó            | No participó            | No participó            | No participó            |
| 2002                   | No clasificó            | No clasificó            | No clasificó            | No clasificó            | No clasificó            | No clasificó            | No clasificó            |
| 2006                   | No clasificó            | No clasificó            | No clasificó            | No clasificó            | No clasificó            | No clasificó            | No clasificó            |
| 2010                   | No clasificó            | No clasificó            | No clasificó            | No clasificó            | No clasificó            | No clasificó            | No clasificó            |
| 2014                   | No clasificó            | No clasificó            | No clasificó            | No clasificó            | No clasificó            | No clasificó            | No clasificó            |
| 2018                   | No clasificó            | No clasificó            | No clasificó            | No clasificó            | No clasificó            | No clasificó            | No clasificó            |
| 2022                   | No clasificó            | No clasificó            | No clasificó            | No clasificó            | No clasificó            | No clasificó            | No clasificó            |
| 2026                   | Por disputarse          | Por disputarse          | Por disputarse          | Por disputarse          | Por disputarse          | Por disputarse          | Por disputarse          |
| 2030                   | Por disputarse          | Por disputarse          | Por disputarse          | Por disputarse          | Por disputarse          | Por disputarse          | Por disputarse          |
| 2034                   | Por disputarse          | Por disputarse          | Por disputarse          | Por disputarse          | Por disputarse          | Por disputarse          | Por disputarse          |
| Total                  | 0/22                    | -                       | -                       | -                       | -                       | -                       | -                       |

### Copa Africana de Naciones
| Copa Africana de Naciones | Copa Africana de Naciones | Copa Africana de Naciones | Copa Africana de Naciones | Copa Africana de Naciones | Copa Africana de Naciones | Copa Africana de Naciones | Copa Africana de Naciones |
| Año                       | Ronda                     | J                         | G                         | E                         | P                         | GF                        | GC                        |
| ------------------------- | ------------------------- | ------------------------- | ------------------------- | ------------------------- | ------------------------- | ------------------------- | ------------------------- |
| 1957 - 1978               | No existía la selección   | No existía la selección   | No existía la selección   | No existía la selección   | No existía la selección   | No existía la selección   | No existía la selección   |
| 1980 - 1992               | No participó              | No participó              | No participó              | No participó              | No participó              | No participó              | No participó              |
| 1994                      | No clasificó              | No clasificó              | No clasificó              | No clasificó              | No clasificó              | No clasificó              | No clasificó              |
| 1996                      | Se retiró                 | Se retiró                 | Se retiró                 | Se retiró                 | Se retiró                 | Se retiró                 | Se retiró                 |
| 1998                      | No participó              | No participó              | No participó              | No participó              | No participó              | No participó              | No participó              |
| 2000                      | No clasificó              | No clasificó              | No clasificó              | No clasificó              | No clasificó              | No clasificó              | No clasificó              |
| 2002                      | No clasificó              | No clasificó              | No clasificó              | No clasificó              | No clasificó              | No clasificó              | No clasificó              |
| 2004                      | No clasificó              | No clasificó              | No clasificó              | No clasificó              | No clasificó              | No clasificó              | No clasificó              |
| 2006                      | No clasificó              | No clasificó              | No clasificó              | No clasificó              | No clasificó              | No clasificó              | No clasificó              |
| 2008                      | No clasificó              | No clasificó              | No clasificó              | No clasificó              | No clasificó              | No clasificó              | No clasificó              |
| 2010                      | No clasificó              | No clasificó              | No clasificó              | No clasificó              | No clasificó              | No clasificó              | No clasificó              |
| 2012                      | No clasificó              | No clasificó              | No clasificó              | No clasificó              | No clasificó              | No clasificó              | No clasificó              |
| 2013                      | Cuartos de final          | 4                         | 1                         | 2                         | 1                         | 3                         | 4                         |
| 2015                      | Fase de grupos            | 3                         | 0                         | 3                         | 0                         | 1                         | 1                         |
| 2017                      | No clasificó              | No clasificó              | No clasificó              | No clasificó              | No clasificó              | No clasificó              | No clasificó              |
| 2019                      | No clasificó              | No clasificó              | No clasificó              | No clasificó              | No clasificó              | No clasificó              | No clasificó              |
| 2021                      | Octavos de final          | 4                         | 1                         | 1                         | 2                         | 2                         | 4                         |
| 2023                      | Cuartos de final          | 5                         | 3                         | 2                         | 0                         | 8                         | 3                         |
| 2025                      | No clasificó              | No clasificó              | No clasificó              | No clasificó              | No clasificó              | No clasificó              | No clasificó              |
| 2027                      | Por definir               | Por definir               | Por definir               | Por definir               | Por definir               | Por definir               | Por definir               |
| Total                     | 4/35                      | 16                        | 5                         | 8                         | 3                         | 14                        | 12                        |

## Selección local

### Campeonato Africano de Naciones
| Campeonato Africano de Naciones | Campeonato Africano de Naciones | Campeonato Africano de Naciones | Campeonato Africano de Naciones | Campeonato Africano de Naciones | Campeonato Africano de Naciones | Campeonato Africano de Naciones | Campeonato Africano de Naciones |
| Año                             | Ronda                           | J                               | G                               | E                               | P                               | GF                              | GC                              |
| ------------------------------- | ------------------------------- | ------------------------------- | ------------------------------- | ------------------------------- | ------------------------------- | ------------------------------- | ------------------------------- |
| 2009                            | No participó                    | No participó                    | No participó                    | No participó                    | No participó                    | No participó                    | No participó                    |
| 2011                            | No participó                    | No participó                    | No participó                    | No participó                    | No participó                    | No participó                    | No participó                    |
| 2014                            | No participó                    | No participó                    | No participó                    | No participó                    | No participó                    | No participó                    | No participó                    |
| 2016                            | No participó                    | No participó                    | No participó                    | No participó                    | No participó                    | No participó                    | No participó                    |
| 2018                            | No participó                    | No participó                    | No participó                    | No participó                    | No participó                    | No participó                    | No participó                    |
| 2021                            | No clasificó                    | No clasificó                    | No clasificó                    | No clasificó                    | No clasificó                    | No clasificó                    | No clasificó                    |
| 2023                            | No clasificó                    | No clasificó                    | No clasificó                    | No clasificó                    | No clasificó                    | No clasificó                    | No clasificó                    |
| 2025                            | Se retiró                       | Se retiró                       | Se retiró                       | Se retiró                       | Se retiró                       | Se retiró                       | Se retiró                       |
| Total                           | 0/8                             | -                               | -                               | -                               | -                               | -                               | -                               |

## Palmarés
- Copa Amílcar Cabral (1): 2000.
- Juegos de la Lusofonía: (1): 2009.
- FIFA Series: (1): 2024.